# Valfleury
Valfleury est une commune française située dans le département de la Loire en région Auvergne-Rhône-Alpes.

## Géographie
Le village est situé sur un rebord de la vallée du Gier, à l’extrémité des monts du Jarez. Saint-Étienne est distante de 18 km, Lyon, de 53 km.
La superficie de la commune est de 8,77 km2 ; son altitude varie de 359  à   820 mètres.
|                        | Saint-Romain-en-Jarez |         |
| Saint-Christo-en-Jarez | Valfleury             | Chagnon |
|                        | Saint-Chamond         | Cellieu |

### Climat
Pour des articles plus généraux, voir Climat d'Auvergne-Rhône-Alpes et Climat de la Loire.
En 2010, le climat de la commune est de type climat des marges montargnardes, selon une étude du Centre national de la recherche scientifique (CNRS) s'appuyant sur une série de données couvrant la période 1971–2000. En 2020, Météo-France publie une typologie des climats de la France métropolitaine dans laquelle la commune est exposée à un climat de montagne ou de marges de montagne et est dans la région climatique Nord-est du Massif Central, caractérisée par une pluviométrie annuelle de 800 à 1 200 mm, bien répartie dans l'année. 
Pour la période 1971–2000, la température annuelle moyenne est de 9,7 °C, avec une amplitude thermique annuelle de 16,8 °C. Le cumul annuel moyen de précipitations est de 894 mm, avec 9,7 jours de précipitations en janvier et 6,9 jours en juillet. Pour la période 1991–2020, la température moyenne annuelle observée sur la station météorologique de Météo-France la plus proche, « St-chamond-p », sur la commune de Saint-Chamond à 5 km à vol d'oiseau, est de 12,5 °C et le cumul annuel moyen de précipitations est de 681,9 mm,. Pour l'avenir, les paramètres climatiques de la commune estimés pour 2050 selon différents scénarios d'émission de gaz à effet de serre sont consultables sur un site dédié publié par Météo-France en novembre 2022.

## Urbanisme

### Typologie
Au 1er janvier 2024, Valfleury est catégorisée commune rurale à habitat dispersé, selon la nouvelle grille communale de densité à sept niveaux définie par l'Insee en 2022.
Elle est située hors unité urbaine. Par ailleurs la commune fait partie de l'aire d'attraction de Saint-Étienne, dont elle est une commune de la couronne,. Cette aire, qui regroupe 105 communes, est catégorisée dans les aires de 200 000 à moins de 700 000 habitants,.

## Histoire
- Apparition d'une statue de la Vierge Noire dans un buisson fleuri en plein hiver, en l'an 800.
- Lieu de pèlerinage princier au Moyen Âge.

Jusqu'en 1887, la localité s'appelait Saint-Christo-Lachal-Fleury. Valfleury est désormais séparée de Saint-Christo-en-Jarez par le col de la Gachet.

## Politique et administration
| Période                                  | Période  | Identité              | Étiquette | Qualité |
| ---------------------------------------- | -------- | --------------------- | --------- | ------- |
| Les données manquantes sont à compléter. |          |                       |           |         |
| 1953                                     | 1971     | Eugène de la Gardette |           |         |
| 1971                                     | 1989     | René Perrin           |           |         |
| 1989                                     | En cours | Michel Maisonnette    | UDI       |         |

## Démographie
L'évolution du nombre d'habitants est connue à travers les recensements de la population effectués dans la commune depuis 1793. Pour les communes de moins de 10 000 habitants, une enquête de recensement portant sur toute la population est réalisée tous les cinq ans, les populations de référence des années intermédiaires étant quant à elles estimées par interpolation ou extrapolation. Pour la commune, le premier recensement exhaustif entrant dans le cadre du nouveau dispositif a été réalisé en 2005.

En 2022, la commune comptait 710 habitants, en évolution de +0,42 % par rapport à 2016 (Loire : +1,32 %, France hors Mayotte : +2,11 %).
| 1793 | 1800 | 1806 | 1821 | 1831 | 1836 | 1841 | 1846 | 1851 |
| ---- | ---- | ---- | ---- | ---- | ---- | ---- | ---- | ---- |
| 772  | 773  | 737  | 786  | 853  | 793  | 717  | 772  | 797  |

| 1856 | 1861 | 1866 | 1872 | 1876 | 1881 | 1886 | 1891 | 1896 |
| ---- | ---- | ---- | ---- | ---- | ---- | ---- | ---- | ---- |
| 765  | 711  | 708  | 668  | 668  | 703  | 781  | 713  | 674  |

| 1901 | 1906 | 1911 | 1921 | 1926 | 1931 | 1936 | 1946 | 1954 |
| ---- | ---- | ---- | ---- | ---- | ---- | ---- | ---- | ---- |
| 635  | 583  | 556  | 525  | 485  | 499  | 490  | 418  | 474  |

| 1962 | 1968 | 1975 | 1982 | 1990 | 1999 | 2005 | 2006 | 2010 |
| ---- | ---- | ---- | ---- | ---- | ---- | ---- | ---- | ---- |
| 373  | 367  | 370  | 437  | 486  | 516  | 578  | 584  | 664  |

| 2015 | 2020 | 2022 | - | - | - | - | - | - |
| ---- | ---- | ---- | - | - | - | - | - | - |
| 706  | 707  | 710  | - | - | - | - | - | - |

## Vie locale

### Activités économiques
Comme de nombreuses petites communes rurales, Valfleury souffre d'un déficit en commerces. Faiblesse qui devrait être compensée au printemps 2011, par l'ouverture d'un espace multiservices.
Le village est essentiellement tourné vers les activités agricoles, notamment la fruticulture. Il est desservi par deux lignes de bus de la STAS, la 10 vers Saint-Étienne (par Sorbiers-La Talaudière), la 48 vers Cellieu-Grand Croix et la vallée du Gier.
La présence d'un centre Adapei apporte aussi un peu d'activité.

### Gentilé
Historiquement, les habitants de Valfleury se nommaient les « Coflachures », du patois « chure » (la chèvre) et « cofler » (gonfler). En effet, la légende locale affirme que, jadis, les habitants de Valfleury qui voulaient vendre leurs chèvres à la foire de Saint-Christo-en-Jarez faisaient gonfler le pis de celles-ci en le frottant avec une poignée d'orties, d'où ce surnom. Ce nom jugé peu valorisant par la population du village fut remplacé par « Valfleurantin » à la suite d'un référendum local organisé le 9 juin 2002, simultanément au 1er tour des élections législatives.

## Lieux et monuments
- Basilique et statue de la Vierge Noire ;
- Sanctuaire Notre-Dame-de-Valfleury ;
- Crypte et Rosaire (belle vue sur le village) ;
- Chemin de la Vierge ;
- Chemin de croix ;
- Château de Lachal (privé) ;
- Col de Croix Blanche ;

## Fêtes
- Fête des "F" (1er dimanche de mai) ;
- Culte marial - pèlerinage le 15 août.

## En images

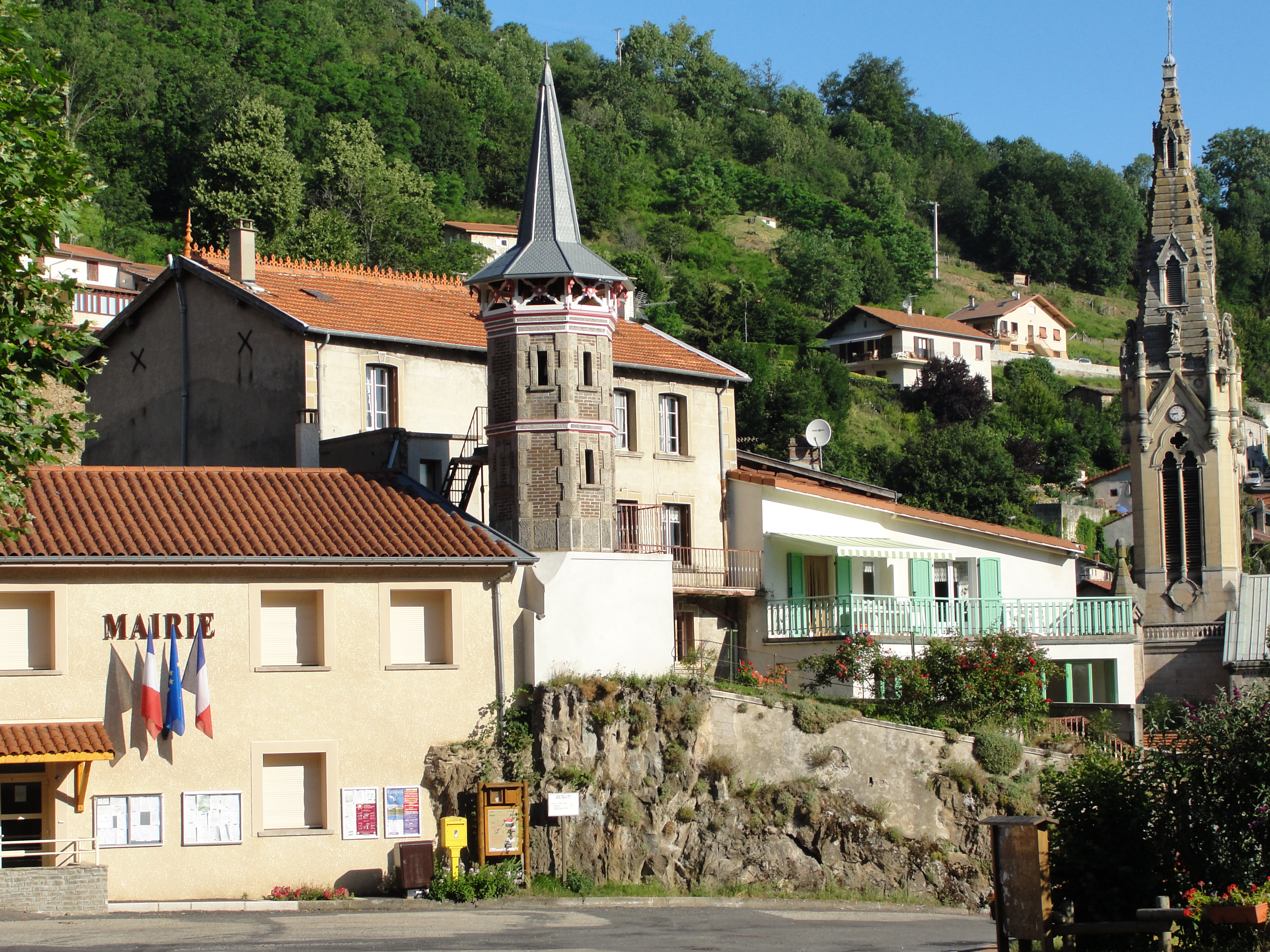
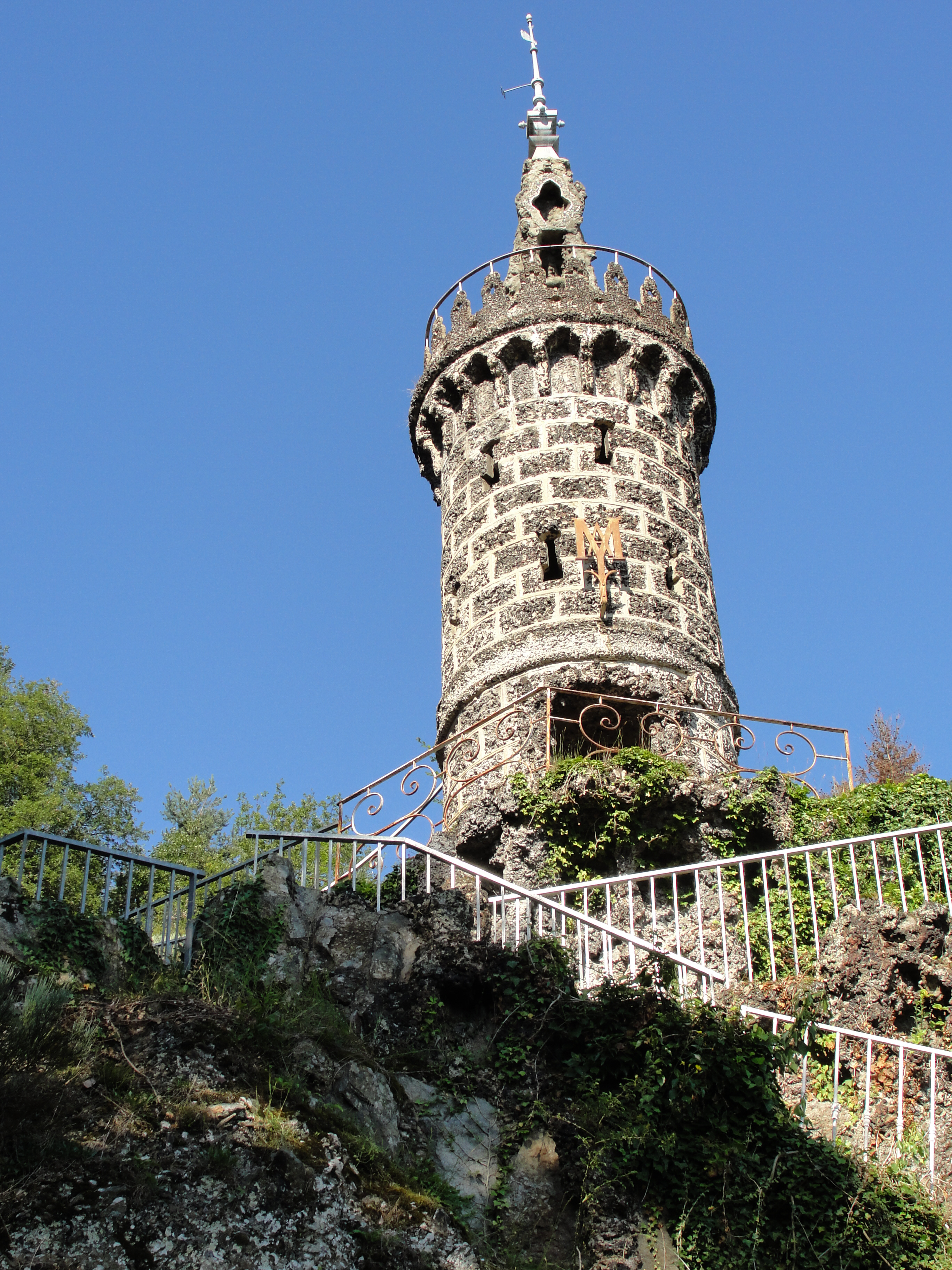
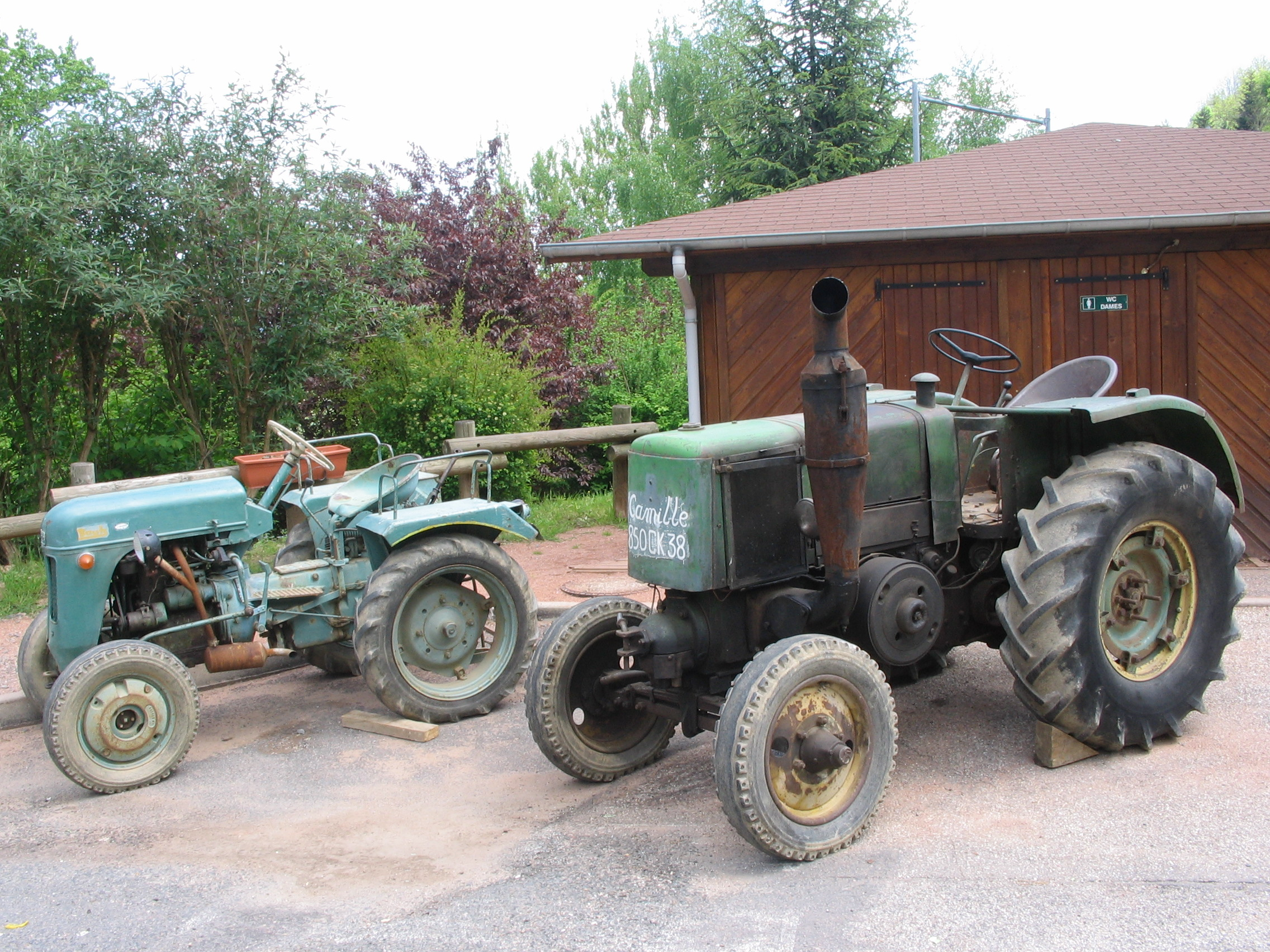